# Carmen Díez de Rivera
Carmen Díez de Rivera y de Icaza, née le 29 août 1942 à Madrid et morte le 29 novembre 1999 dans la même ville, est une femme politique espagnole.
Elle est la fille adultérine de Ramon Serrano Suner, ministre de l'intérieur (1938/41) puis des affaires étrangères (1940/42) de Franco mais n'apprit cette origine qu'à l'âge adulte, ce qui déclencha un drame chez elle. Elle est directrice de cabinet de la présidence du gouvernement espagnol dirigé par Adolfo Suarez de 1976 à 1977 au sein du Second gouvernement pré-constitutionnel, qui organisa les premières élections libres depuis la guerre civile en 1977 puis, membre du Parti socialiste ouvrier espagnol, elle siège au Parlement européen de 1987 à 1999, membre du groupe socialiste.